# Unia Wolności
Die Unia Wolności (deutsch Freiheitsunion, UW) war eine liberale politische Partei in Polen. Sie wurde im April 1994 von Mitgliedern der zusammengeschlossenen Demokratischen Union (UD) und dem Liberal-Demokratischen Kongress (KLD) gegründet und 2005 in die Partia Demokratyczna – demokraci.pl umgewandelt.

## Ausrichtung
Die UW nahm eine Position in der Mitte des politischen Spektrums Polens ein. Sie war stark pro-europäisch ausgerichtet. In der Wirtschaftspolitik setzte sie sich eindeutig für marktwirtschaftliche Prinzipien ein, in gesellschaftspolitischen und weltanschaulichen Fragen war sie eher konservativ, beispielsweise war sie für ein Verbot von Abtreibungen. Innerhalb der Partei gab es verschiedene Flügel, die als christdemokratisch, liberal-konservativ und linksliberal beschrieben werden können. Am wichtigsten waren der christlich orientierte „Ethos-Flügel“, für den vor allem Jacek Kuroń und Bronisław Geremek standen, und der neoliberale Flügel, der maßgeblich von Donald Tusk und Leszek Balcerowicz vertreten wurde. Die Partei erlitt auch mehrfach Abspaltungen, sowohl nach rechts, als auch nach links. 
Auf europäischer Ebene  trat die UW 1996 der überwiegend christdemokratischen Europäischen Volkspartei (EVP) bei, auf globaler Ebene schloss sie sich der Christlich Demokratischen Internationale (CDI) an. Nach der Abspaltung der Platforma Obywatelska und dem Ausscheiden der UW aus dem Sejm wechselte sie zur Europäischen Liberalen Demokratischen und Reformpartei (ELDR).

## Parteigeschichte

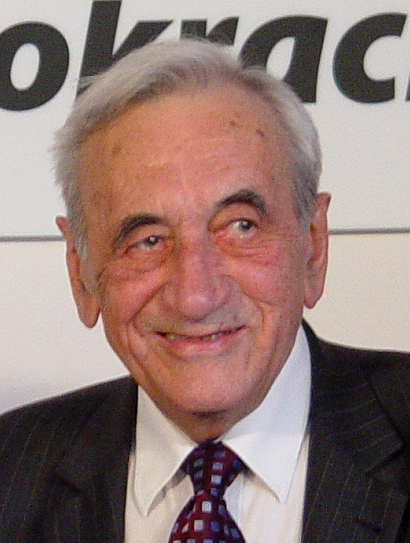
Tadeusz Mazowiecki

### Gründung und erste Jahre (1994–1997)
1994 ging die Demokratischen Union (UD) zusammen mit dem Liberal-Demokratischen Kongress (KLD) in der neu gegründeten Unia Wolności (UW) auf. Beide Vorgängerparteien waren aus dem christlich-liberalen Flügel der Solidarność-Bewegung hervorgegangen. Zuvor hatte bei der Parlamentswahl im September 1993 die UD 10,6 % der Stimmen und 74 Sitze im Sejm gewonnen, die KLD war dagegen mit 4 % aus dem Parlament ausgeschieden. Der bisherige UD-Vorsitzende und ehemalige Ministerpräsident Tadeusz Mazowiecki wurde erster Vorsitzender der vereinigten Partei. Sein Stellvertreter wurde Donald Tusk, der aus der KLD kam. Mazowiecki stand für christlich-demokratische Werte (jedoch weit weg von religiösem Fundamentalismus), wurde aber vom linken Flügel der Partei um Władysław Frasyniuk und Zofia Kuratowska kritisiert. Die UW war zunächst wichtigste Oppositionspartei gegen die Koalitionsregierung aus postkommunistischer SLD und Bauernpartei PSL.
1995 wurde Leszek Balcerowicz zum neuen Parteichef gewählt, der in den ersten nichtkommunistischen Regierungen Finanzminister gewesen und für die „Schocktherapie“ radikaler marktwirtschaftlicher Reformen (sogenannter Balcerowicz-Plan) verantwortlich war. Als Präsidentschaftskandidaten stellte die Partei 1995 Jacek Kuroń, einen bekannten Oppositionellen aus den 1970er und 1980er Jahren, sowie Arbeitsminister in den Regierungen Mazowieckis und Hanna Suchockas auf, der allerdings mit nur 9,22 % der Stimmen schlecht abschnitt. Der Grund für das niedrige Abschneiden ging darauf zurück, dass Kuroń nicht von der liberalen Wählerschaft der Partei akzeptiert und hauptsächlich von den Sympathisanten der sozialdemokratischen  SLD und der linken Unia Pracy unterstützt wurde.
Bis 1997 blieb die Partei in der Opposition zu den postkommunistischen und sozialdemokratischen Regierungen unter Waldemar Pawlak, Józef Oleksy und Włodzimierz Cimoszewicz. Die UW kritisierte entschieden die Verkrustung der politischen Institutionen und die verbreitete Korruption und setzte sich für die Fortsetzung der Wirtschafts- und Sozialreformen ein. Trotz der starken Kritik an der SLD und der bäuerlichen PSL nahm die Partei an der Verabschiedung der neuen polnischen Verfassung im Jahre 1997, zusammen mit diesen Parteien, teil.

### Juniorpartner in der Regierung Buzek (1997–2001)

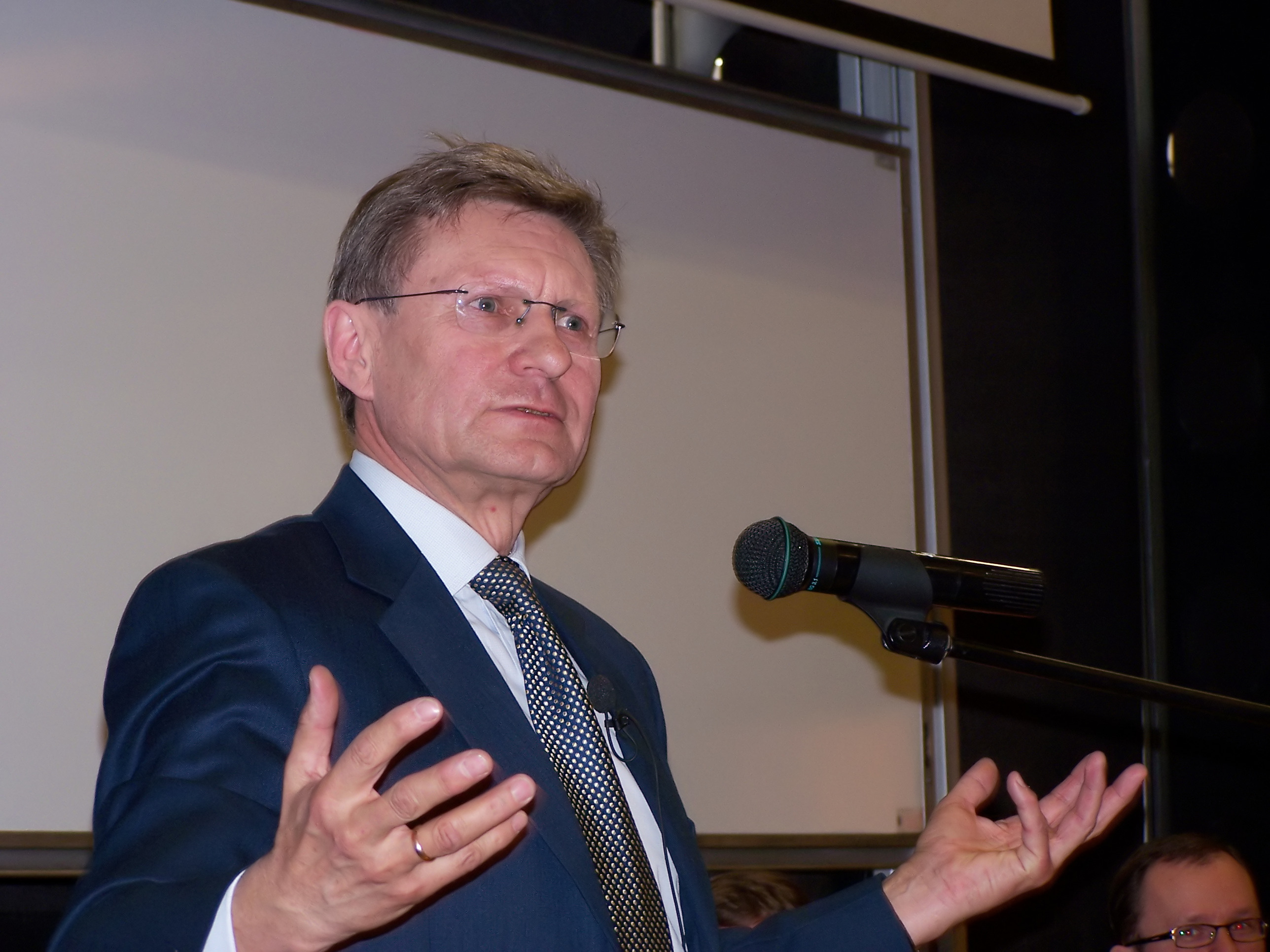
Leszek Balcerowicz

Bei der Parlamentswahl im September 1997 wurde die UW mit 13,4 Prozent der Stimmen und 60 der 460 Sitze im Sejm drittstärkste Kraft hinter der aus Parteien des konservativen Post-Solidarność-Spektrums gebildeten AWS und der SLD. Am stärksten schnitt sie in den großen Städten wie Kattowitz (22,5 %), Warschau, Krakau, Breslau und Posen ab; die schwächsten Ergebnisse hatte sie in ländlichen Wahlkreisen im Südosten Polens. Anschließend trat die UW als Juniorpartner der AWS in die Mitte-rechts-Regierung unter Ministerpräsident Jerzy Buzek ein. In der Öffentlichkeit erreichte der Parteivorsitzende Leszek Balcerowicz den höchsten Bekanntheitsgrad, da er als Finanzminister für die Liberalisierung der polnischen Wirtschaft zuständig war. Es wurde der sogenannte „zweite Balcerowicz-Plan“ vorgeschlagen, stieß aber eher auf Skepsis beim konservativen Koalitionspartner.
In der Regierung Buzeks saßen auch u. a. Bronisław Geremek (Außenminister), die ehemalige Ministerpräsidentin Hanna Suchocka (Justizministerin) und Janusz Onyszkiewicz (Verteidigungsminister) für die UW. Aufgrund der sozialen Härten, die die Wirtschaftsreformen mit sich brachten, verlor sowohl Balcerowicz, wie auch der politische Liberalismus in Polen zusehends an Popularität.
Wegen diverser Missverständnisse in der Finanzpolitik und Regierungskonflikten traten im Juni 2001 einige liberale Minister der UW aus der Regierung aus und die Koalition brach zusammen. Die Minderheitsregierung Buzeks genoss allerdings bei wichtigen Gesetzesentwürfen noch bis Herbst 2001 die Unterstützung der UW im Sejm.

### Abspaltung der Bürgerplattform und außerparlamentarische Opposition (ab 2001)
Nach dem Erfolg des unabhängigen liberalen Kandidaten Andrzej Olechowski in den Präsidentschaftswahlen im Herbst 2000 (19 % Unterstützung für einen parteilosen Kandidaten) und der Übernahme des Parteivorsitzes durch den eher linksliberalen Bronisław Geremek, verließen immer mehr führende Politiker (wie der spätere Ministerpräsident Donald Tusk oder Janusz Lewandowski) die Partei und gründeten eine Konkurrenzpartei, die Bürgerplattform (polnisch Platforma Obywatelska, PO), die sich mehr den Konservativen nähern und an christlichen Werten orientieren wollte. Dabei wurde die Fusion von UD und KLD praktisch wieder aufgehoben: Die Politiker, die aus der KLD kamen, wechselten überwiegend zur PO, während die vormaligen UD-Mitglieder in der UW blieben.
Nach dem Wahldebakel der AWS im September 2001 erreichte die UW kein Mandat mehr für den Sejm und war nur noch im polnischen Senat – durch ihre Teilnahme am „Block 2001“ der Post-Solidarność-Parteien – mit fünf Abgeordneten vertreten. Sie trat 2002 aus der Europäischen Volkspartei aus und wandte sich den internationalen liberalen Organisationen zu. Der Gründungsvorsitzende Tadeusz Mazowiecki, der eine kirchenfreundlichere Linie verfolgte und sich bewusst auf christliche Werte berief, wollte diesen Bruch mit der Christdemokratie nicht mitvollziehen und trat aus der UW aus.
2002 verlor die Partei anschließend die Kommunalwahlen ebenfalls deutlich. Innerhalb Polens fiel sie damit in eine politische Bedeutungslosigkeit, obwohl sie bei der Europawahl 2004 überraschend wieder die Fünf-Prozent-Hürde überspringen konnte und mit vier Abgeordneten in das Europäische Parlament einzog, die sich der Fraktion ALDE anschlossen. Einer der Abgeordneten war bis 2008 der 1998 mit dem Karlspreis ausgezeichnete Bronisław Geremek.
2005 wurde die Unia Wolności in Partia Demokratyczna – demokraci.pl (deutsch Demokratische Partei) umgewandelt.

## Parteivorsitzende
- 1994–1995: Tadeusz Mazowiecki
- 1995–2000: Leszek Balcerowicz
- 2000–2001: Bronisław Geremek
- 2001–2005: Władysław Frasyniuk

## Prominente Mitglieder
- Leszek Balcerowicz (* 1947), Finanzminister und stellvertretender Ministerpräsident (1989–91, 1997–2000), später Präsident der Nationalbank (2001–07)
- Jan Krzysztof Bielecki (* 1951), ehemaliger Ministerpräsident (1991), 2001 Wechsel zur Bürgerplattform
- Bronisław Geremek (1932–2008), Außenminister (1997–2000)
- Bronisław Komorowski (* 1952), Generalsekretär der UW (1994–95), 1997 Wechsel zur SKL, dann AWS und Bürgerplattform, später Sejmmarschall (2007–10) und Staatspräsident (2010–15)
- Jacek Kuroń (1934–2004), ehemaliger Arbeits- und Sozialminister (1989–90, 1992–93), Präsidentschaftskandidat 1995
- Tadeusz Mazowiecki (1927–2013), ehemaliger Ministerpräsident (1989–90)
- Janusz Onyszkiewicz (* 1937), Verteidigungsminister (1992–93, 1997–2000)
- Hanna Suchocka (* 1946), ehemalige Ministerpräsidentin (1992–93), Justizministerin (1997–2000)
- Donald Tusk (* 1957), Vizemarschall des Senats (1997–2001), 2001 Wechsel zur Bürgerplattform, später Ministerpräsident (2007–14)

## Wahlergebnisse
Wahlen zum Sejm
- 1997: 13,37 %
- 2001: 3,10 %

Präsidentschaftswahlen
- 1995: Jacek Kuroń – 9,22 %

Wahlen zum Europäischen Parlament
- 2004: 7,33 %